# Donna alla finestra
Donna alla finestra (titolo originale Set in Stone) è un romanzo della scrittrice irlandese Catherine Dunne pubblicato nel 2010.

## Trama
La già precaria serenità di una famiglia borghese di Dublino viene incrinata dal ripresentarsi di vecchi rancori familiari. 

## Edizioni in italiano
- Catherine Dunne, Donna alla finestra,  traduzione di Ada Arduini, Narratori della fenice, U. Guanda, Parma 2010 ISBN 978-88-6088-870-9
- Catherine Dunne, Donna alla finestra: romanzo, traduzione di Ada Arduini, Tea, Milano 2011 ISBN 978-88-502-2675-7
- Catherine Dunne, Donna alla finestra: romanzo, traduzione di Ada Arduini, Le fenici. Narrativa Guanda, Parma 2013 ISBN 978-88-235-0400-4
- Catherine Dunne, Donna alla finestra: romanzo, traduzione di Ada Arduini, Le rose TEA, Milano 2017 ISBN 978-88-502-4733-2